# Cratichneumon laevidorsis
Cratichneumon laevidorsis är en stekelart som beskrevs av Per Abraham Roman 1927. Cratichneumon laevidorsis ingår i släktet Cratichneumon och familjen brokparasitsteklar. Inga underarter finns listade i Catalogue of Life.